# Yannick Souvré
Yannick Souvré, coniugata Vacheron (Tolosa, 19 settembre 1969), è un'ex cestista francese.
È la figlia di André Souvré.

## Carriera
Con la Francia ha disputato i Giochi olimpici di Sydney 2000, due edizioni dei Campionati mondiali (1994, 2002) e cinque dei Campionati europei (1989, 1993, 1995, 1999, 2001).